# Robert Cialdini
Robert Beno Cialdini (ur. 27 kwietnia 1945) – profesor psychologii Uniwersytetu Stanowego w Arizonie zajmujący się psychologią społeczną.
Najbardziej znany jako autor książki Wywieranie wpływu na ludzi (ang. Influence: Science and Practice), będącej rezultatem ponad 15 lat badań, która od wielu lat jest bestsellerem. Sklasyfikował w niej metody stosowane do wywierania wpływu na ludzi w postaci 6 „zasad”: zasada wzajemności, zobowiązanie i konsekwencja, dowód społeczny („inni tak robią”), lubienie kogoś (przeniesienie uczuć dotyczących osoby na przekazywaną przez nią propozycję), autorytet (oceniamy go według atrybutów, a nie merytorycznej wartości przekazu), niedobór czegoś („może zabraknąć”).
A cała sprawa zaczęła się od pytania znajomej właścicielki małego sklepiku:

– Kazałam sprzedawczyni obniżyć o połowę ceny ozdób ze skorupy żółwia, których nikt nie kupował, a ona przez pomyłkę podniosła ceny dwukrotnie i wszystko sprzedała – dlaczego ludzie to kupowali?.
Wraz z Douglasem Kenrickem i Stevenem Neubergiem wydał również podręcznik Social Psychology. Unraveling the Mystery (Psychologia społeczna. Rozwiązane tajemnice).

## Publikacje
- Robert Cialdini: Wywieranie wpływu na ludzi : teoria i praktyka. Gdańsk: Gdańskie Wyd. Psychologiczne, 1995. ISBN 83-85416-25-0. Brak numerów stron w książce
- Douglas Kenrick, Steven Neuberg, Robert Cialdini: Psychologia społeczna. Rozwiązane tajemnice. Gdańsk: GWP, 2001. ISBN 83-87957-62-3. Brak numerów stron w książce
- Steve J. Martin, Noah J. Goldstein, Robert Cialdini: Tak! 50 sekretów nauki perswazji. MT Biznes, 2008. ISBN 978-83-61040-35-4. Brak numerów stron w książce
- Robert Cialdini: Zasady wywierania wpływu na ludzi. Szkoła Cialdiniego. OnePress, 2011. ISBN 978-83-246-3361-6. Brak numerów stron w książce